# Terrence Brooks
Terrence Brooks (Dunnellon, 2 marzo 1991) è un giocatore di football americano statunitense che gioca nel ruolo di safety per gli Houston Texans della National Football League (NFL). Fu scelto nel corso del terzo giro (79º assoluto) del Draft NFL 2014 dai Baltimore Ravens. Al college ha giocato a football all'Università statale della Florida vincendo il campionato NCAA nel 2013

## Carriera

### Baltimore Ravens
Brooks fu scelto dai Baltimore Ravens nel corso del terzo giro del Draft 2014. Debuttò come professionista subentrando nella gara della settimana 1 contro i Cincinnati Bengals. Il 16 dicembre fu inserito in lista infortunati, chiudendo in anticipo la sua stagione con 11 presenze e 19 tackle.

### Philadelphia Eagles
Dopo essere stato svincolato, nel 2016 Brooks firmò con i Philadelphia Eagles.

### New York Jets
Il 27 agosto 2017, Brooks fu scambiato con i New York Jets in cambio di Dexter McDougle. Nel terzo turno della stagione 2017 fece registrare 2 intercetti nella vittoria sui Miami Dolphins che gli valsero il premio di miglior difensore della AFC della settimana.

### New England Patriots
Il 14 marzo 2019 Brooks firmò un contratto biennale con i New England Patriots.

### Houston Texans
Il 23 marzo 2021 Brooks firmò un contratto di un anno con gli Houston Texans.

## Palmarès
- Difensore della AFC della settimana: 1

3ª del 2017